# Ramon Estevez
Ramon Luis "Ray" Estevez (Nova York, 7 de agosto de 1963), também conhecido como Ramon Sheen é um ator e diretor norte-americano.
Ramon Estevez é o segundo dos quatro filhos do ator Martin Sheen. Seus irmãos são os atores Emilio Estévez, Charlie Sheen e Renée Estévez. Seu pai é de ascendência da Galiza e da Irlanda.

## Filmografia
Filmes
| - The Dead Zone (1983) - That Was Then... This Is Now (1985) - A State of Emergency (1986) - Turnaround (1987) - Fall of the Eagles (1989) - Beverly Hills Brats (1989) - Esmeralda Bay (1989) | - A Man of Passion (1989) - Cadence (1990) - Alligator II: The Mutation (1991) - Sandman (1993) - The Expert (1995) - Shadow Conspiracy (1997) |

Televisão
| - In the Custody of Strangers (1982) - The Fourth Wise Man (1985) - Jesse Hawkes (1 episódio, 1989) - Zorro (2 episódios, 1990–1991) | - Revealed with Jules Asner (1 episódio, 2002) - The West Wing (1 episódio, 2003) - The Dame Edna Treatment (1 episódio, 2007) - Anger Management (Co-Produtor com Charlie Sheen, 2012) |